# Odwróceni
Odwróceni (zapis stylizowany: ODWRÓƆEИI) – polski serial telewizyjny emitowany na antenie telewizji TVN od 16 marca do 8 czerwca 2007 roku, przedstawiający życie oraz metody działania polskiej przestępczości zorganizowanej, w dużym stopniu bazujący na prawdziwych postaciach i wydarzeniach. Jego kontynuację stanowi film Świadek koronny z 2007 r. oraz serial Odwróceni. Ojcowie i córki z 2019 r.
Okres zdjęciowy trwał między 30 maja 2006 a listopadem 2006.
Serial wyemitowano również w Danii, bowiem prawa do jego emisji nabył tamtejszy nadawca publiczny DR.

## Fabuła
Akcja serialu toczy się w pierwszych latach XXI wieku w okolicach Warszawy, przedstawiając historię dwóch mężczyzn z różnych środowisk: członka gangu pruszkowskiego – Jana „Blachy” Blachowskiego (Robert Więckiewicz), a także policjanta z żelaznymi zasadami – komisarza Pawła Sikory (Artur Żmijewski). Każdy z nich stara się „odwrócić” drugiego, tzn. zmusić go do współpracy. Dla obu mężczyzn, oprócz pracy, ważna jest również rodzina, dla której zdolni są do poświęceń i zrobią wszystko, aby ją chronić.

## Obsada
- Robert Więckiewicz – Jan Blachowski ps. „Blacha”, członek gangu pruszkowskiego
- Artur Żmijewski – podinspektor Paweł Sikora
- Krzysztof Globisz – komisarz Robert Gazda
- Małgorzata Foremniak – Mira Blachowska, żona „Blachy”
- Katarzyna Paczyńska – Katarzyna Blachowska, córka „Blachy”
- Anna Radwan – Joanna Sikora, żona Sikory
- Natalia Rybicka – Lidia Sikora, córka Sikory
- Maciej Cempura – Piotr Sikora „Pietruszka”, syn Sikory
- Maciej Kozłowski – Roman Kraus ps. „Szybki”, lider zarządu gangu pruszkowskiego
- Szymon Bobrowski – Władysław Różycki ps. „Skalpel”, członek gangu pruszkowskiego
- Andrzej Grabowski – Jarosław Kowalik ps. „Kowal”, członek zarządu gangu pruszkowskiego
- Andrzej Zieliński – Andrzej Basiak ps. „Mnich”, członek zarządu gangu pruszkowskiego
- Janusz Chabior – Ryszard Nowak ps. „Rysiek”, członek zarządu gangu pruszkowskiego
- Wojciech Zieliński – Arkadiusz Cyganik ps. „Cyga”
- Marian Dziędziel – Franciszek Żuk ps. „Ptasiek”, lider gangu wołomińskiego
- Anna Dymna – Mariola Żuk, żona „Ptaśka”
- Artur Janusiak – Mirosław Żuk ps. „Starszy Gołąb”, syn „Ptaśka”
- Wojciech Brzeziński – Wiesław  Żuk ps. „Młodszy Gołąb”, syn „Ptaśka”
- Jacek Lenartowicz – ps. „Gąsior”, ochroniarz „Ptaśka”
- Janusz Nowicki – senator Zdzisław Pokrzywa - Lewiński, powiązany z gangiem pruszkowskim
- Danuta Stenka – sędzia Krystyna Marecka
- Kamilla Baar – Jadwiga, narzeczona Gazdy
- Anna Dereszowska – Laura Różycka, żona „Skalpela”
- Alicja Dąbrowska – Małgorzata Sarnecka, kochanka „Blachy”
- Katarzyna Herman – Magdalena Basiak, żona „Mnicha”
- Przemysław Bluszcz – gangster ps. „Lewar”
- Andrzej Andrzejewski – gangster Ryszard Kobus ps. „Małpa”
- Leszek Lichota – dziennikarz Łukasz Ozga
- Halina Łabonarska – Helena, teściowa Sikory
- Teresa Budzisz-Krzyżanowska – Elwira, matka Miry
- Jan Frycz – nadinspektor Adam Potocki
- Krzysztof Respondek – Marian Huba, komisarz z CBŚ
- Krzysztof Dracz – Tadeusz Feliniak, inspektor policji
- Magdalena Waligórska – protokolantka
- Michał Koterski – Dzikus
- Karol Stępkowski – Tadeusz Różycki, ojciec „Skalpela”
- Paweł Królikowski – Janusz Ber ps. „Beria” kolega Sikory z wojska, obecnie killer wynajęty przez „Mnicha” do zlikwidowania „Młodszego Gołębia”, „Ptaśka”,oraz do rozpracowania Sikory i zdobycia dowodów na zdradę Blachy
- Piotr Miazga – „Klawy”, właściciel warsztatu
- Mirosław Haniszewski – „Młody”
- Piotr Rzymyszkiewicz – mężczyzna ratujący „Blachę” po wypadku
- Wojciech Billip – policjant
- Jacek Domański – świadek
- Magdalena Gnatowska – kobieta na miejscu napadu
- Michał Żurawski – policjant Jan Zagórski
- Marek Cichucki – inżynier Nowak
- Dominik Bąk – oficer
- Zdzisław Szymborski – ksiądz
- Diana Kadłubowska – kobieta w banku
- Aleksander Bednarz – prokurator
- Marcin Bosak – Michał
- Andrzej Mastalerz – Edzio
- Anna Wojton – Halina Kraus

lektor sekwencji „w poprzednim odcinku”: Piotr Borowiec

## Spis serii
| Seria | Seria | Sezon       | Odcinki   | Premiera serii | Finał serii    | Pora emisji                                                           |
| ----- | ----- | ----------- | --------- | -------------- | -------------- | --------------------------------------------------------------------- |
|       | 1.    | wiosna 2007 | 1–13 (13) | 16 marca 2007  | 8 czerwca 2007 | piątek 20.15 (w marcu) piątek 20.00 (od 6 kwietnia do 8 czerwca 2007) |

## Oglądalność
| Odcinek | Widownia                     |
| ------- | ---------------------------- |
| 1.      | 3 891 342 (16 marca 2007)    |
| 2.      | 3 226 866 (23 marca 2007)    |
| 3.      | 3 100 740 (30 marca 2007)    |
| 4.      | 2 764 417 (6 kwietnia 2007)  |
| 5.      | 2 825 653 (13 kwietnia 2007) |
| 6.      | 2 775 458 (20 kwietnia 2007) |
| 7.      | 2 417 460 (27 kwietnia 2007) |
| 8.      | 2 503 918 (4 maja 2007)      |
| 9.      | 2 185 046 (11 maja 2007)     |
| 10.     | 2 481 045 (18 maja 2007)     |
| 11.     | 2 089 628 (25 maja 2007)     |
| 12.     | 2 082 561 (1 czerwca 2007)   |
| 13.     | 1 734 432 (8 czerwca 2007)   |
| Średnia | 2 637 537                    |

## Zdjęcia
- Wołomin